# 김상열 (기업인)
김상열(1961년 ~ )은 대한민국의 기업인으로 호반건설 회장이다.

## 생애
전라남도 보성군 율어면에서 태어났다. 가정형편이 어려워  6년만에 고등학교를 졸업하고 조선대학교 건축공학과에 진학한다.  ,대학 졸업후 지역 건설사에 다니다가  20대인   1989년 1억원의 자본금으로  광주에서 건설업에 뛰어들었다. 

## 학력
- 1982년 광주고등학교 31회 졸업
- 조선대학교 건축공학과 졸업

## 경력
- 1999년 ‘꿈을현실로장학회' 설립
- 2000년 경기도 골프장 스카이밸리CC 인수( 36홀)
- 2011년 KBC광주방송 회장
- 2015년 제22대 광주상공회의소 회장

## 가족 관계
- 장남 : 김대헌 (1988년 ~ )

## 참조
1. ↑  자수성가형 오너 김상열 회장..25년만에 '비약성장' 보관됨 2016-03-04 - 웨이백 머신 《비즈니스와치》, 2014년 11월 17일

## 같이 보기
- 호반건설